# Tibor Károlyi

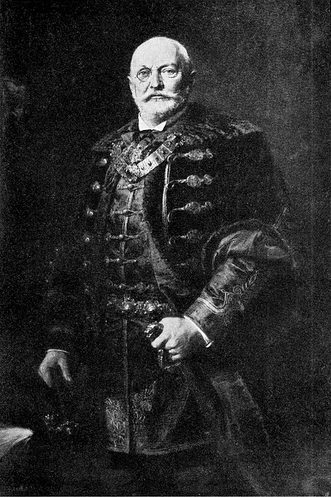
Tibor Károlyi

Graaf Tibor Károlyi de Nagykároly (Pozsony, 26 september 1843 - Abbazia, 5 april 1904) was een Hongaars politicus. Hij was voorzitter van het Magnatenhuis, het hogerhuis van de Hongaarse Rijksdag.

## Biografie
Tibor Károlyi werd in 1843 geboren in Pozsony in de oude aristocratische familie Károlyi de Nagykároly. Zijn vader was graaf György Károlyi, opper-ispán, het oudste lid van het Magnatenhuis en lid van de Hongaarse Academie van Wetenschappen. Zijn moeder was gravin  Karolina Zichy, een schoonzus van Lajos Batthyány. Tibor Károlyi had verschillende broers die hoge functies bekleedden binnen het Koninkrijk Hongarije, zoals leden van het Huis van Afgevaardigden of keizerlijk en koninklijk kamerheer. Zijn zus Pálma trouwde met Aurél Dessewffy, die later ook voorzitter van het Magnatenhuis was. Zelf trouwde Tibor Károlyi met gravin Emma Degenfeld-Schonburg, met wie hij vijf kinderen had, waaronder de latere premier Gyula Károlyi, Antal, die keizerlijk en koninklijk kamerheer werd en Imre, ridder in de Orde van Malta. Bovendien was hij de oom van graaf Mihály Károlyi, die na de Eerste Wereldoorlog de Democratische Republiek Hongarije oprichtte.
Tijdens de Oostenrijks-Pruisische Oorlog van 1866 sloot hij zich aan bij het Hongaarse legioen. Na afloop van de oorlog verhuisde hij naar Parijs en keerde in 1867 naar Hongarije terug. Hij was lid van het Huis van Afgevaardigden van 1875 tot 1884 voor de Liberale Partij. Aanvankelijk vertegenwoordigde hij daar Orosháza, nadien Pécska. In 1884 werd hij gepromoveerd tot lid van het Magnatenhuis en in 1894 tot vice-voorzitter. In 1898 werd hij benoemd tot geheimraad en in juni datzelfde jaar, toen zijn voorgang Vilmos Tóth overleed, tot voorzitter van het Magnatenhuis. In 1900 nam hij ontslag uit deze functie.
Naast politiek hield Károlyi zich bezig met economie en schone kunsten en vertaalde verschillende werken uit het Frans en het Engels. Bovendien nam hij deel aan operaties ter controle van de waterkwaliteit in Hongarije, waarbij hij het water van rivieren zoals de Tisza en de Maros controleerde. Hij stierf in 1904.